# Marie Paradis
Marie Paradis (Chamonix, 1778 — 1839) va ser la primera dona a coronar i descendir el Mont Blanc. Segons les fonts, Paradís realitzà aquesta gesta el 14 de juliol de 1808, 1809 o 1811.

## Expedició al Mont Blanc (segons les fonts que la situen el 1808)
Paradis era una serventa que vivia i treballava a Chamonix. El 14 de juliol de 1808, acompanyada per Jacques Balmat (i probablement instigada per algun dels fills del mateix Balmat, també guies de muntanya), va participar d'una expedició que la convertí en la primera dona que coronava el cim del Mont Blanc. L'expedició, on segons Mark Twain també s'hi trobava la parella de Paradis, va acampar als Grands Mulets, i les fonts narren com durant l'atac final al cim, Paradis acusava els efectes de la fatiga i fou ajudada pels guies que l'acompanyaven. Paradis va arribar al cim amb dificultats per respirar, incapaç de parlar i amb ceguesa temporal a causa de la neu.

## Expedició al Mont Blanc (segons les fonts que la situen el 1811)
Alexandre Dumas (pare) va conèixer Marie Paradis durant una estada a Chamonix, de la mà del seu guia, Payot, i ambdós li explicaren l'expedició al Mont Blanc, que hauria tingut lloc el 1811.
Un equip de sis persones, liderat per Jacques Balmat, formava una expedició per coronar el Mont Blanc, a la qual s'hi afegiren dues dones que els volien acompanyar. Balmat només va acceptar que Paradis els acompanyés, ja que l'altra dona estava criant un infant de set mesos.
Durant l'atac al cim, l'endemà d'haver descansat als Grands Mulets, Paradis tenia dificultats en alguns passos molt escarpats, i acusava els efectes de la fatiga, demanant a Balmat que relaxés el ritme de l'ascens en tant que li faltava l'aire. Arran de les dificultats de Paradis per progressar, dos guies l'ajudaren a continuar fins al cim. Segons Payot, Paradis estava al límit del desmai, i que un cop recuperà les forces i veié el paisatge, la resta de l'expedició feu broma dient que li regalarien com a dot tot el territori fins allà on li arribés la vista.

## L'heroïna de Chamonix
Després d'aquesta gesta, Paradis fou anomenada Marie de Mont Blanc. Paradis es va instal·lar a La Côte, on durant molt temps va oferir menjar i beure a cada expedició que es dirigia cap al Mont Blanc. L'any 1838, poc abans de la seva mort, Paradis va participar en la recepció que es va fer a l'expedició d'Henriette d'Angeville, a qui la felicità tot dient que ella era la primera alpinista de veritat que havia pujat i baixat del Mont Blanc.